# Беспощадный шторм
«Беспощадный шторм» (англ. The Final Storm) — художественный фильм Уве Болла. Снятый в нехарактерном для режиссёра жанре апокалиптического триллера, фильм вышел на видеоносителях весной 2010 года.

## Сюжет
Резкое изменение климата, всемирный экономический кризис, массовые беспорядки в городах приводят к распространению среди мировой общественности мнений о близящемся конце света. В местности, где располагается ферма семьи Грэди (муж Том, жена Джиллиан, сын Грэм), уже седьмой день бушует необычно затянувшийся шторм. В последнюю ночь шторма на пороге их дома оказывается Сайлас Хендершот — изнуренный бурей и очевидно страдающий от амнезии мужчина с таинственным прошлым. Истощенный Сайлас тут же теряет сознание, а Том и Джиллиан решают дать ему приют на время ненастья. Укладывая его в постель, они обращают внимание на странные татуировки на спине (причудливый орнамент) и руке (цитата из евангелия от Луки: «Предоставь мертвым погребать своих мертвецов») незнакомца. На следующий день после появления Сайласа наступает ясная погода — шторм закончился, но природа ведет себя странно: все живое словно испарилось, не слышно ни стрекота цикад (действие происходит в июне), ни пения птиц. Сайлас убеждает обитателей фермы в том, что все это — первые признаки конца света, и в подтверждение своих слов приводит цитаты из Откровения. Проливной дождь, исчезновение животных, «кровавая луна» — всё это видится Сайласом как исполнение апокалиптических пророчеств. Том воспринимает речи Сайласа скептически, но после визита на соседскую ферму, где все вещи оказываются нетронуты при том факте, что хозяева и скот бесследно пропали, в его душу закрадываются сомнения. Выезд всех четверых в поисках пищи и горючего в ближайший городишко Кэйро, также поначалу подтверждает факт исчезновения всех людей, но затем Том подвергается нападению банды громил, от которых его спасает вовремя подоспевший Сайлас.
После возвращения семьи Грэди с Сайласом на ферму фильм окончательно перетекает из жанра триллера апокалиптического в обремененный штампами психологический (см., например, «Дьявольский особняк» Майка Фиггиса). Постепенно Тому, посредством старых газет и визита в заброшенный полицейский участок, удается докопаться до истины, которая заключается в том, что за 22 года до описываемых в фильме событий ферма принадлежала отцу Сайласа, который был алкоголиком и из-за этого потерял собственность на землю. Взбешенный Сайлас повесил отца на дереве, убил нескольких других людей и все время после этого находился в тюрьме. Сайлас вешает Тома в той же манере, что и отца, и пытается убедить Джиллиан жить семьей, как муж и жена. Грэм спасает отца от смерти, и тому удается осилить Сайласа, поджечь его и заколоть вилами. Во время счастливого воссоединения Тома и Джиллиан Грэм предлагает родителям обратить взгляды на ночное небо: там, одна за другой, гаснут звезды.

## В ролях
| Актёр        | Роль                          |
| ------------ | ----------------------------- |
| Стив Бачич   | Том Грэди                     |
| Лорен Холли  | Джиллиан Грэди                |
| Люк Перри    | Сайлас Хендершот              |
| Коул Хиппел  | Грэм Грэди                    |
| Блу Манкума  | Чарльз Букер                  |
| Майкл Эклунд | человек рядом с супермаркетом |

## Создание фильма
Съёмки фильма происходили во второй половине 2008 года в Ванкувере (Британская Колумбия, Канада).
Снятый с небольшим бюджетом (относительно большинства предыдущих проектов Болла) с канадскими актерами и канадским сценаристом и не на основе компьютерной игры, «Беспощадный шторм» не нашёл кинопрокатчика и некоторое время оставался «на полке», пока не был выпущен сразу на DVD в США (13 апреля 2010 года) и на DVD и Blu-ray в Германии (30 апреля 2010 года). 18 ноября 2010 года выпущен на DVD в России компанией «Централ Партнершип» под названием «Беспощадный шторм».